# Архиепархийна висша духовна семинария (Бялисток)
Архиепархийната висша духовна семинария (на полски: Archidiecezjalne Wyższe Seminarium Duchowne, AWSD; на латински: Archidioecesanum Seminarium Maius Bialostochense) е висше богословско училище в Бялисток, Североизточна Полша. Наследява образователната традиция на Вилненската духовна семинария. Подготвя свещенослужители за Бялистошката архиепархия на римокатолическата църква в страната.

## История
Бялистошкото духовно училище е пряк наследник и продължител на Вилненската семинария, което го прави една от най-старите образователни институция от този тип в Полша. Основано е във Вилно на 11 януари 1582 година от Йежи Радживил, вилненски епископ, като образователно средище на Вилненската епархия. Близо два века семинарията се помещава в епископския дворец. Достига разцвет при управлението на Венсан Пол. В навечерието на окончателното ликвидиране на Жечпосполита (1795) има ок. 60 семинаристи, обучаващи се четиригодишен курс на обучение, в който е включено и слушане на лекции във Вилненския университет. През 1774 година еп. Игнаци Масалски премества семинарията в просторна сграда до църквата Св. Игнатий. При неговия наследник еп. Ян Косаковски руските власти превръщат сградата на училището в казарма, което принуждава епископа да премести семинаристите в манастира на кармелитите при църквата Св. Георги. Там семинарията функционира до 1945 година
Периодът на руско управление във Вилно, характеризиращ се с опити за русификация и репресии след двете големи полски въстания през XIX век, възпрепятства работата на семинарията. Положението се променя след възстановяването на полската държава (1918) и включването на Вилно в нейните граници. През 1925 година семинарията е обединена с Богословския факултет на Вилненския университет. След началото на Втората световна война семинарията работи до 3 март 1942 година, когато е затворена от немските власти. След изтласкването на немците от Червената армия, Вилно е присъединен към Литовската ССР. На 1 октомври 1944 година семинарията е възстановена от новата власт, но в началото на 1945 година е решено отново да се затвори. В тази ситуация вилненския архиепископ митрополит Ромуалд Ялбжиковски постановява училището да се премести в Бялисток. В новите граници на Полша и на ново място семинарията функционира до 1984 година помещавайки се в чужди сгради. През 1981 година е получено разрешени за построяване на собствена сграда. Три години по-късно семинаристите се настанени в нея.
В периода след 1945 година семинарията подготвя повече от 600 духовници. Те са основно родом от Бялистошката архиепархия, но има и семинаристи от други епархии, както и от Беларус и Русия. Следването е с продължителност шест години (12 семестъра). Първите четири семестъра се преподават философски дисциплини, а останалите осем семестъра богословски. Курсът на обучение завършва със защита на магистърска теза.
Към семинарията функционира библиотека и дом за възрастни свещеници.

## Патрони
Патрони на семинарията са Св. Георги, Пресвета Дева Мария Остробрамска, Майка на милосърдието и Блажени Михал Сопочко.